# Mistrovství světa ve volejbale mužů 1966
6. mistrovství světa  ve volejbale mužů proběhlo ve dnech 30. srpna – 11. září 1966 v Československu.
Turnaje se mělo zúčastnit 24 družstev rozdělených do čtyř šestičlenných skupin. Po odřeknutí účasti Argentiny a KLDR byly skupiny C a D pětičlenné. První dva týmy z každé skupiny postoupily do finále, kde se hrálo o titul mistra světa, družstva na 3. a 4. místě hrála ve skupině o 9. - 16. místo a družstva na 5. a 6. místě hrála ve skupině o 17. - 22. místo. Mistrem světa se stalo družstvo Československa.

## Výsledky a tabulky

### Skupina A
|    |            | TCH | YUG | CHN | ITA | GER | DEN | V | P | Skóre | B  |
| 1. | ČSSR       | *** | 3:1 | 3:2 | 3:0 | 3:0 | 3:0 | 5 | 0 | 15:3  | 10 |
| 2. | Jugoslávie | 1:3 | *** | 3:1 | 3:0 | 3:0 | 3:0 | 4 | 1 | 13:4  | 9  |
| 3. | Čína       | 2:3 | 1:3 | *** | 3:0 | 3:0 | 3:0 | 3 | 2 | 12:6  | 8  |
| 4. | Itálie     | 0:3 | 0:3 | 0:3 | *** | 3:1 | 3:0 | 2 | 3 | 6:10  | 7  |
| 5. | SRN        | 0:3 | 0:3 | 0:3 | 1:3 | *** | 3:0 | 1 | 4 | 4:12  | 6  |
| 6. | Dánsko     | 0:3 | 0:3 | 0:3 | 0:3 | 0:3 | *** | 0 | 5 | 0:15  | 5  |

 Československo -  Jugoslávie 3:1 (15:8, 11:15, 18:16, 15:13)
30. srpna 1966 (15:00) - Praha (Sportovní hala)

 Čína -  Itálie 3:0 (15:3, 15:3, 15:0)
30. srpna 1966 (15:00) - Praha (Sportovní hala)

 SRN -  Dánsko 3:0 (15:3, 15:2, 15:7)
30. srpna 1966 (15:00) - Praha (Sportovní hala)

 Jugoslávie -  SRN 3:0 (15:4, 15:3, 15:11)
31. srpna 1966 (15:00) - Praha (Sportovní hala)

 Československo -  Čína 3:2 (12:15, 8:15, 15:11, 15:14, 15:11)
31. srpna 1966 (15:00) - Praha (Sportovní hala)

 Itálie -  Dánsko 3:0 (15:10, 15:3, 15:9)
31. srpna 1966 (15:00) - Praha (Sportovní hala)

 Československo -  SRN 3:0 (15:3, 15:1, 15:5)
1. září 1966 (15:00) - Praha (Sportovní hala)

 Jugoslávie -  Itálie 3:0 (15:8, 15:5, 15:4)
1. září 1966 (15:00) - Praha (Sportovní hala)

 Čína -  Dánsko 3:0 (15:0, 15:2, 15:1)
1. září 1966 (15:00) - Praha (Sportovní hala)

 Čína -  SRN 3:0 (15:0, 15:2, 15:2)
2. září 1966 (15:00) - Praha (Sportovní hala)

 Československo -  Itálie 3:0 (15:7, 15:2, 15:1)
2. září 1966 (15:00) - Praha (Sportovní hala)

 Jugoslávie -  Dánsko 3:0 (15:4, 15:2, 15:8)
2. září 1966 (15:00) - Praha (Sportovní hala)

 Československo -  Dánsko 3:0 (15:2, 15:3, 15:11)
3. září 1966 (15:00) - Praha (Sportovní hala)

 Jugoslávie -  Čína 3:1 (15:12, 15:13, 13:15, 15:14)
3. září 1966 (15:00) - Praha (Sportovní hala)

 Itálie -  SRN 3:1 (15:12, 15:7, 10:15, 15:12)
3. září 1966 (15:00) - Praha (Sportovní hala)

### Skupina B
|    |          | URS | GDR | HUN | USA | CUB | FRA | V | P | Skóre | B |
| 1. | SSSR     | *** | 3:0 | 2:3 | 3:1 | 3:0 | 3:0 | 4 | 1 | 14:4  | 9 |
| 2. | NDR      | 0:3 | *** | 3:0 | 3:0 | 3:0 | 3:0 | 4 | 1 | 12:4  | 9 |
| 3. | Maďarsko | 3:2 | 0:3 | *** | 3:1 | 3:1 | 3:1 | 4 | 1 | 13:8  | 9 |
| 4. | USA      | 1:3 | 0:3 | 1:3 | *** | 3:1 | 3:1 | 2 | 3 | 8:11  | 7 |
| 5. | Kuba     | 0:3 | 0:3 | 1:3 | 1:3 | *** | 3:2 | 1 | 4 | 5:14  | 6 |
| 6. | Francie  | 0:3 | 0:3 | 1:3 | 1:3 | 2:3 | *** | 0 | 5 | 4:15  | 5 |

 SSSR -  USA 3:1 (13:15, 15:8, 15:6, 15:9)
30. srpna 1966 (15:00) - Nitra

 Kuba -  Francie 3:2 (15:13, 6:15, 13:15, 15:7, 15:8)
30. srpna 1966 (18:00) - Nitra

 NDR -  Maďarsko 3:0 (15:5, 15:13, 15:6)
30. srpna 1966 (18:00) - Nitra

 Maďarsko -  Kuba 3:1 (13:15, 15:10, 15:1, 15:10)
31. srpna 1966 (15:00) - Nitra

 NDR -  USA 3:0 (15:5, 15:5, 15:5)
31. srpna 1966 (18:00) - Nitra

 SSSR -  Francie 3:0 (15:10, 15:10, 15:3)
31. srpna 1966 (18:00) - Nitra

 NDR -  Francie 3:0 (15:2, 15:3, 15:3)
1. září 1966 (15:00) - Nitra

 SSSR -  Kuba 3:0 (15:13, 15:5, 15:8)
1. září 1966 (18:00) - Nitra

 Maďarsko -  USA 3:1 (15:13, 11:15, 15:3, 15:13)
1. září 1966 (18:00) - Nitra

 USA -  Kuba 3:1 (13:15, 15:14, 15:12, 15:10)
2. září 1966 (15:00) - Nitra

 Maďarsko -  Francie 3:1 (9:15, 15:11, 15:8, 15:4)
2. září 1966 (18:00) - Nitra

 SSSR -  NDR 3:0 (15:8, 15:9, 15:2)
2. září 1966 (18:00) - Nitra

 USA -  Francie 3:1 (11:15, 15:3, 15:12, 15:9)
3. září 1966 (15:00) - Nitra

 NDR -  Kuba 3:0 (15:11, 15:4, 15:7)
3. září 1966 (18:00) - Nitra

 Maďarsko -  SSSR 3:2 (6:15, 15:13, 13:15, 15:11, 15:13)
3. září 1966 (18:00) - Nitra

### Skupina C
|    |            | POL | ROM | NED | TUR | MNG | V | P | Skóre | B |
| 1. | Polsko     | *** | 3:2 | 3:1 | 3:0 | 3:0 | 4 | 0 | 12:3  | 8 |
| 2. | Rumunsko   | 2:3 | *** | 3:1 | 3:0 | 3:0 | 3 | 1 | 11:4  | 7 |
| 3. | Nizozemsko | 1:3 | 1:3 | *** | 3:0 | 3:0 | 2 | 2 | 8:6   | 6 |
| 4. | Turecko    | 0:3 | 0:3 | 0:3 | *** | 3:1 | 1 | 3 | 3:10  | 5 |
| 5. | Mongolsko  | 0:3 | 0:3 | 0:3 | 1:3 | *** | 0 | 4 | 1:12  | 4 |

- Argentina odřekla účast.

 Nizozemsko -  Turecko 3:0 (15:9, 15:13, 15:11)
30. srpna 1966 (18:00) - České Budějovice

 Polsko -  Rumunsko 3:2 (6:15, 12:15, 15:13, 16:14, 15:5)
30. srpna 1966 (18:00) - České Budějovice

 Turecko -  Mongolsko 3:1 (15:9, 15:9, 7:15, 15:10)
31. srpna 1966 (18:00) - České Budějovice

 Rumunsko -  Nizozemsko 3:1 (15:7, 15:4, 13:15, 15:1)
31. srpna 1966 (18:00) - České Budějovice

 Rumunsko -  Mongolsko 3:0 (15:3, 15:8, 15:5)
1. září 1966 (18:00) - České Budějovice

 Polsko -  Nizozemsko 3:1 (15:5, 15:1, 12:15, 15:8)
1. září 1966 (18:00) - České Budějovice

 Nizozemsko -  Mongolsko 3:0 (15:12, 15:7, 15:10)
2. září 1966 (18:00) - České Budějovice

 Polsko -  Turecko 3:0 (15:6, 15:2, 15:7)
2. září 1966 (18:00) - České Budějovice

 Rumunsko -  Turecko 3:0 (15:4, 15:2, 15:7)
3. září 1966 (18:00) - České Budějovice

 Polsko -  Mongolsko 3:0 (15:8, 15:5, 15:2)
3. září 1966 (18:00) - České Budějovice

### Skupina D
|    |           | JPN | BUL | BRA | BEL | FIN | V | P | Skóre | B |
| 1. | Japonsko  | *** | 3:2 | 3:0 | 3:0 | 3:0 | 4 | 0 | 12:2  | 8 |
| 2. | Bulharsko | 2:3 | *** | 3:0 | 3:1 | 3:0 | 3 | 1 | 11:4  | 7 |
| 3. | Brazílie  | 0:3 | 0:3 | *** | 3:0 | 3:0 | 2 | 2 | 6:6   | 6 |
| 4. | Belgie    | 0:3 | 1:3 | 0:3 | *** | 3:2 | 1 | 3 | 4:11  | 5 |
| 5. | Finsko    | 0:3 | 0:3 | 0:3 | 2:3 | *** | 0 | 4 | 2:12  | 4 |

- Tým KLDR odřekl účast.

 Bulharsko -  Brazílie 3:0 (15:13, 15:13, 15:7)
30. srpna 1966 (18:00) - Jihlava

 Belgie -  Finsko 3:2 (15:9, 8:15, 15:9, 9:15, 15:8)
30. srpna 1966 (18:00) - Jihlava

 Brazílie -  Belgie 3:0 (15:7, 15:11, 15:7)
31. srpna 1966 (18:00) - Jihlava

 Japonsko -  Bulharsko 3:2 (10:15, 9:15, 15:12, 15:6, 15:12)
31. srpna 1966 (18:00) - Jihlava

 Bulharsko -  Finsko 3:0 (17:15, 15:3, 15:7)
1. září 1966 (18:00) - Jihlava

 Japonsko -  Brazílie 3:0 (15:10, 15:8, 15:3)
1. září 1966 (18:00) - Jihlava

 Bulharsko -  Belgie 3:1 (12:15, 15:4, 15:2, 15:3)
2. září 1966 (18:00) - Jihlava

 Japonsko -  Finsko 3:0 (15:2, 15:6, 15:7)
2. září 1966 (18:00) - Jihlava

 Brazílie -  Finsko 3:0 (15:5, 15:7, 15:3)
3. září 1966 (18:00) - Jihlava

 Japonsko -  Belgie 3:0 (15:3, 17:15, 15:7)
3. září 1966 (18:00) - Jihlava

### Finále
|    |            | TCH  | ROM  | URS  | GDR  | JPN  | POL  | BUL  | YUG  | V | P | Skóre | B  |
| 1. | ČSSR       | ***  | 3:1  | 3:2  | 3:1  | 2:3  | 3:1  | 3:0  | 3:1* | 6 | 1 | 20:9  | 13 |
| 2. | Rumunsko   | 1:3  | ***  | 3:2  | 3:1  | 3:1  | 2:3* | 3:1  | 3:1  | 5 | 2 | 18:12 | 12 |
| 3. | SSSR       | 2:3  | 2:3  | ***  | 3:0* | 2:3  | 3:0  | 3:1  | 3:0  | 4 | 3 | 18:11 | 11 |
| 4. | NDR        | 1:3  | 1:3  | 0:3* | ***  | 3:2  | 3:0  | 3:1  | 3:0  | 4 | 3 | 14:12 | 11 |
| 5. | Japonsko   | 3:2  | 1:3  | 3:2  | 2:3  | ***  | 2:3  | 3:2* | 3:2  | 4 | 3 | 17:17 | 11 |
| 6. | Polsko     | 1:3  | 3:2* | 1:3  | 0:3  | 3:2  | ***  | 2:3  | 3:1  | 3 | 4 | 13:17 | 10 |
| 7. | Bulharsko  | 0:3  | 1:3  | 0:3  | 1:3  | 2:3* | 3:2  | ***  | 3:0  | 2 | 5 | 10:17 | 9  |
| 8. | Jugoslávie | 1:3* | 1:3  | 1:3  | 0:3  | 2:3  | 1:3  | 0:3  | ***  | 0 | 7 | 6:21  | 7  |

- s hvězdičkou = zápas ze základní skupiny.

 Japonsko -  Jugoslávie 3:2 (15:12, 8:15, 15:5, 6:15, 15:13)
5. září 1966 - Praha (Sportovní hala)

 Rumunsko -  NDR 3:1 (15:1, 12:15, 15:12, 15:1)
5. září 1966 - Praha (Sportovní hala)

 Československo -  SSSR 3:2 (14:16, 15:12, 15:9, 8:15, 15:4)
5. září 1966 (19:30) - Praha (Sportovní hala)

Rozhodčí: Fukuhara (JPN), Mezsáros (HUN)
ČSSR: Musil, Kop, Golián, Schenk, Koudelka, Šmídl - střídali: Perušič, Mózr, Petlák, Grössl, Labuda.
SSSR: Pojarkov, Kravčenko, Lapinskij, Voskobojnikov, Bugajenkov, Vengerovskij - střídali: Sauranbajev, Burobin, Ivanov.

 Bulharsko -  Polsko 3:2 (5:15, 10:15, 15:6, 15:11, 15:11)
5. září 1966 - Praha (Sportovní hala)

 Polsko -  Japonsko 3:2 (12:15, 15:9, 7:15, 15:8, 15:3)
6. září 1966 (13:30) - Praha (Sportovní hala)

 SSSR -  Jugoslávie 3:1 (15:11, 15:6, 13:15, 15:4)
6. září 1966 (13:30) - Praha (Sportovní hala)

 Československo -  Rumunsko 3:1 (15:11, 15:6, 12:15, 15:8)
6. září 1966 (19:00) - Praha (Sportovní hala)

 NDR -  Bulharsko 3:1 (3:15, 15:13, 15:11, 15:8)
6. září 1966 (19:00) - Praha (Sportovní hala)

 Rumunsko -  Jugoslávie 3:1 (15:11, 16:14, 4:15, 15:12)
7. září 1966 (13:30) - Praha (Sportovní hala)

 NDR -  Polsko 3:0 (15:9, 15:6, 15:4)
7. září 1966 (13:30) - Praha (Sportovní hala)

 Československo -  Bulharsko 3:0 (15:11, 15:13, 18:16)
7. září 1966 (19:00) - Praha (Sportovní hala)

 Japonsko -  SSSR 3:2 (15:12, 12:15, 4:15, 15:7, 15:8)
7. září 1966 (19:00) - Praha (Sportovní hala)

 Bulharsko -  Jugoslávie 3:0 (15:4, 15:8, 15:8)
9. září 1966 (13:30) - Praha (Sportovní hala)

 Československo -  Polsko 3:1 (15:8, 15:12, 14:16, 15:8)
9. září 1966 (13:30) - Praha (Sportovní hala)

 Rumunsko -  SSSR 3:2 (15:12, 13:15, 13:15, 15:12, 15:10)
9. září 1966 (19:00) - Praha (Sportovní hala)

 NDR -  Japonsko 3:2 (6:15, 15:13, 12:15, 15:5, 15:4)
9. září 1966 (19:00) - Praha (Sportovní hala)

 Rumunsko -  Japonsko 3:1 (15:10, 15:11, 8:15, 15:11)
10. září 1966 (13:30) - Praha (Sportovní hala)

 Polsko -  Jugoslávie 3:1 (12:15, 15:8, 15:12, 15:8)
10. září 1966 (13:30) - Praha (Sportovní hala)

 SSSR -  Bulharsko 3:0 (15:3, 15:13, 15:13)
10. září 1966 (19:00) - Praha (Sportovní hala)

 Československo -  NDR 3:1 (15:13, 15:11, 4:15, 15:8)
10. září 1966 (19:00) - Praha (Sportovní hala)

 SSSR -  Polsko 3:1 (15:13, 15:11, 10:15, 15:8)
11. září 1966 (13:30) - Praha (Sportovní hala)

 Rumunsko -  Bulharsko 3:1 (15:8, 15:10,7:15, 15:6)
11. září 1966 (13:30) - Praha (Sportovní hala)

 NDR -  Jugoslávie 3:0 (15:7, 15:12, 15:5)
11. září 1966 (13:30) - Praha (Sportovní hala)

 Japonsko -  Československo 3:2 (6:15, 15:9, 1:15, 15:12, 15:10)
11. září 1966 (13:30) - Praha (Sportovní hala)

### O 9. - 16. místo
|     |            | CHN  | HUN  | USA  | NED  | BRA  | BEL  | TUR  | ITA  | V | P | Skóre | B  |
| 9.  | Čína       | ***  | 3:2  | 3:2  | 3:0  | 3:1  | 3:0  | 3:0  | 3:0* | 7 | 0 | 21:5  | 14 |
| 10. | Maďarsko   | 2:3  | ***  | 3:1* | 3:1  | 3:0  | 3:1  | 3:0  | 3:0  | 6 | 1 | 20:6  | 13 |
| 11. | USA        | 2:3  | 1:3* | ***  | 3:1  | 3:1  | 1:3  | 3:0  | 3:1  | 4 | 3 | 16:12 | 11 |
| 12. | Nizozemsko | 0:3  | 1:3  | 1:3  | ***  | 3:2  | 3:1  | 3:0* | 3:0  | 4 | 3 | 14:12 | 11 |
| 13. | Brazílie   | 1:3  | 0:3  | 1:3  | 2:3  | ***  | 3:0* | 3:0  | 3:0  | 3 | 4 | 13:12 | 10 |
| 14. | Belgie     | 0:3  | 1:3  | 3:1  | 1:3  | 0:3* | ***  | 3:1  | 3:1  | 3 | 4 | 11:15 | 10 |
| 15. | Turecko    | 0:3  | 0:3  | 0:3  | 0:3* | 0:3  | 1:3  | ***  | 3:1  | 1 | 6 | 4:19  | 8  |
| 16. | Itálie     | 0:3* | 0:3  | 1:3  | 0:3  | 0:3  | 1:3  | 1:3  | ***  | 0 | 7 | 3:21  | 7  |

- s hvězdičkou = zápas ze základní skupiny.

 Belgie -  Turecko 3:1 (13:15, 15:5, 15:6, 15:13)
5. září 1966 - Pardubice

 USA -  Nizozemsko 3:1 (5:15, 15:13, 15:13, 15:8)
5. září 1966 - Pardubice

 Čína -  Brazílie 3:1 (15:12, 15:13, 11:15, 15:4)
5. září 1966 - Pardubice

 Maďarsko -  Itálie 3:0 (15:7, 15:6, 15:12)
5. září 1966 - Pardubice

 Čína -  Turecko 3:0 (15:3, 15:5, 15:8)
6. září 1966 (13:30) - Pardubice

 Brazílie -  Itálie 3:0 (15:6, 15:5, 16:14)
6. září 1966 (13:30) - Pardubice

 Maďarsko -  Nizozemsko 3:1 (15:8, 15:10, 14:16, 15:13)
6. září 1966 (19:00) - Pardubice

 Belgie -  USA 3:1 (11:15, 15:10, 15:12, 15:12)
6. září 1966 (19:00) - Pardubice

 Nizozemsko -  Belgie 3:1 (16:14, 15:10, 7:15, 15:12)
7. září 1966 (13:30) - Pardubice

 Maďarsko -  Brazílie 3:0 (15:9, 15:5, 16:14)
7. září 1966 (13:30) - Pardubice

 Čína -  USA 3:2 (12:15, 16:14, 9:15, 15:7, 15:11)
7. září 1966 (19:00) - Pardubice

 Turecko -  Itálie 3:1 (15:5, 14:16, 15:13, 15:2)
7. září 1966 (19:00) - Pardubice

 Maďarsko -  Belgie 3:1 (15:13, 11:15, 15:9, 15:11)
9. září 1966 (13:30) - Pardubice

 USA -  Itálie 3:1 (15:5, 15:3, 14:16, 15:4)
9. září 1966 (13:30) - Pardubice

 Čína -  Nizozemsko 3:0 (15:4, 15:6, 16:14)
9. září 1966 (19:00) - Pardubice

 Brazílie -  Turecko 3:0 (15:6, 15:10, 15:12)
9. září 1966 (19:00) - Pardubice

 Maďarsko -  Turecko 3:0 (15:4, 15:6, 15:7)
10. září 1966 (13:30) - Pardubice

 Nizozemsko -  Itálie 3:0 (15:11, 15:11, 15:7)
10. září 1966 (13:30) - Pardubice

 Čína -  Belgie 3:0 (15:11, 15:2, 15:4)
10. září 1966 (19:00) - Pardubice

 USA -  Brazílie 3:1 (15:12, 15:12, 10:15, 15:10)
10. září 1966 (19:00) - Pardubice

 Belgie -  Itálie 3:1 (15:6, 15:9, 14:16, 16:14)
11. září 1966 (9:00) - Pardubice

 USA -  Turecko 3:0 (15:5, 15:8, 15:4)
11. září 1966 (9:00) - Pardubice

 Čína -  Maďarsko 3:2 (15:9, 15:5, 11:15, 8:15, 15:11)
11. září 1966 (13:00) - Pardubice

 Nizozemsko -  Brazílie 3:2 (15:9, 9:15, 5:15, 15:10, 15:12)
11. září 1966 (13:00) - Pardubice

### O 17. - 22. místo
|     |           | CUB  | FRA  | FIN | GER  | MNG | DEN  | V | P | Skóre | B  |
| 17. | Kuba      | ***  | 3:2* | 3:0 | 3:0  | 3:0 | 3:0  | 5 | 0 | 15:2  | 10 |
| 18. | Francie   | 2:3* | ***  | 3:2 | 3:0  | 3:1 | 3:0  | 4 | 1 | 14:6  | 9  |
| 19. | Finsko    | 0:3  | 2:3  | *** | 3:2  | 3:0 | 3:0  | 3 | 2 | 11:8  | 8  |
| 20. | SRN       | 0:3  | 0:3  | 2:3 | ***  | 3:0 | 3:0* | 2 | 3 | 8:9   | 7  |
| 21. | Mongolsko | 0:3  | 1:3  | 0:3 | 0:3  | *** | 3:1  | 1 | 4 | 4:13  | 6  |
| 22. | Dánsko    | 0:3  | 0:3  | 0:3 | 0:3* | 1:3 | ***  | 0 | 5 | 1:15  | 5  |

- s hvězdičkou = zápas ze základní skupiny.

 Francie -  SRN 3:0 (15:6, 15:9, 15:5)
5. září 1966 - Praha (Sportovní hala)

 Kuba -  Finsko 3:0 (15:8, 15:10, 15:10)
5. září 1966 - Praha (Sportovní hala)

 Mongolsko -  Dánsko 3:1 (15:17, 15:9, 15:13, 15:9)
6. září 1966 (9:30) - Praha (Sportovní hala)

 Francie -  Finsko 3:2 (10:15, 6:15, 15:13, 15:9, 15:3)
6. září 1966 (9:30) - Praha (Sportovní hala)

 Kuba -  Dánsko 3:0 (15:9, 15:9, 16:14)
7. září 1966 (8:30) - Praha (Sportovní hala)

 SRN -  Mongolsko 3:0 (15:13, 15:13, 15:10)
7. září 1966 (8:30) - Praha (Sportovní hala)

 Finsko -  SRN 3:2 (6:15, 15:12, 15:11, 12:15, 15:11)
9. září 1966 (8:30) - Praha (Sportovní hala)

 Francie -  Dánsko 3:0 (15:8, 15:7, 15:3)
9. září 1966 (10:30) - Praha (Sportovní hala)

 Kuba -  Mongolsko 3:0 (15:6, 15:9, 15:5)
9. září 1966 (10:30) - Praha (Sportovní hala)

 Francie -  Mongolsko 3:1 (15:6, 15:3, 15:17, 15:9)
10. září 1966 (8:30) - Praha (Sportovní hala)

 Finsko -  Dánsko 3:0 (15:13, 15:8, 15:4)
10. září 1966 (8:30) - Praha (Sportovní hala)

 Kuba -  SRN 3:0 (15:3, 15:7, 15:3)
11. září 1966 (8:30) - Praha (Sportovní hala)

 Finsko -  Mongolsko 3:0 (15:5, 15:13, 15:8)
11. září 1966 (8:30) - Praha (Sportovní hala)

## Soupisky
1.  Československo
| - Václav Šmídl - Bohumil Golián - Petr Kop - Boris Perušič | - Vladimír Petlák - Pavel Schenk - Josef Mózr - Josef Smolka | - Zdeněk Groessl - Josef Labuda - Drahomír Koudelka - Josef Musil |

Trenér: Václav Matiášek.
2.  Rumunsko
| - Nicolae Barbuta - Georghe Corbeanu - Zoltan Cozonici - Eduard Derzei | - Aurel Dragan - Constantin Ganciu - Mihai Grigorovici - Horatiu Nicolau | - Wilhelm Schreiber - Georghe Stoian - Mihai Terlici - Gabriel Udisteanu |

3.  SSSR
| - Ivans Bugajenkovs - Nikolaj Burobin - Vladimir Ivanov - Važa Kačarava | - Vitalij Kovalenko - Valerij Kravčenko - Jevhen Lapynskyj - Jurij Pojarkov | - Žanbek Saurambajev - Jurij Vengerovskij - Dmitrij Voskobojnikov |

Trenér: J. Kleščev.

## Konečné pořadí
| 6.               | Mistrovství světa 1966 | Z  | V  | P | Skóre | B  |
| ---------------- | ---------------------- | -- | -- | - | ----- | -- |
| Zlatá medaile    | ČSSR                   | 11 | 10 | 1 | 32:11 | 21 |
| Stříbrná medaile | Rumunsko               | 10 | 8  | 2 | 27:13 | 18 |
| Bronzová medaile | Sovětský svaz          | 11 | 7  | 4 | 29:15 | 18 |
| 4.               | NDR                    | 11 | 8  | 3 | 26:12 | 19 |
| 5.               | Japonsko               | 10 | 7  | 3 | 26:17 | 17 |
| 6.               | Polsko                 | 10 | 6  | 4 | 21:18 | 16 |
| 7.               | Bulharsko              | 10 | 5  | 5 | 19:18 | 15 |
| 8.               | Jugoslávie             | 11 | 4  | 7 | 18:22 | 15 |
| 9.               | Čína                   | 11 | 9  | 2 | 30:11 | 20 |
| 10.              | Maďarsko               | 11 | 9  | 2 | 29:13 | 20 |
| 11.              | USA                    | 11 | 6  | 5 | 23:20 | 17 |
| 12.              | Nizozemsko             | 10 | 5  | 5 | 19:18 | 15 |
| 13.              | Brazílie               | 10 | 4  | 6 | 17:18 | 14 |
| 14.              | Belgie                 | 10 | 4  | 6 | 15:22 | 14 |
| 15.              | Turecko                | 10 | 2  | 8 | 7:26  | 12 |
| 16.              | Itálie                 | 10 | 2  | 9 | 9:28  | 13 |
| 17.              | Kuba                   | 9  | 5  | 4 | 17:14 | 13 |
| 18.              | Francie                | 9  | 4  | 5 | 16:18 | 13 |
| 19.              | Finsko                 | 9  | 3  | 6 | 12:20 | 12 |
| 20.              | SRN                    | 9  | 2  | 7 | 9:22  | 11 |
| 21.              | Mongolsko              | 9  | 1  | 8 | 5:25  | 10 |
| 22.              | Dánsko                 | 9  | 0  | 9 | 2:27  | 9  |